# Ferafoc
El Ferafoc és un element del bestiari popular català de Sant Quintí De Mediona (Alt Penedès), creada per Elías Álvarez, la primera aparició del qual va ser el 2011. El 2021, amb motiu del desè aniversari de la figura, es va presentar el Ferafoc petit.

## Història
L’historiador Joan Serra va crear una rondalla, de ficció, l’objectiu de la qual era explicar la història de l’animal i enllaçar-la amb el passat mitològic de Sant Quintí de Mediona. Aquesta llegenda conta que Guillem de Mediona, actual gegant de Sant Joan de Mediona, antic compte de Mediona del segle xi, es va enfrontar a les àligues que guardaven l’espasa màgica Tisona, a la pedra Aguilar. Guillem va acabar ferit i enverinat de la batalla. El comte es va curar amb cua de cavall i arran d’això es va transformar en meitat àguila i meitat cavall. A partir d’aquell moment Guillem va convertir-se en el guardià de l’espasa.

## Descripció
És una figura mitològica en forma d'hipogrif creada per Elías Álvarez el 2011. Per crear aquest animal van fer servir materials com el polietilè expandit i va ser cobert amb resina de poliuretà. El seu pes és de 35 kg, la seva llargada de 3,20 m i té una alçada de 2,05 m. En les seves ales duu suports per aguantar els sis coets i després en porta sis més a les potes davanteres. Finalment, els seus colors destacables són el blanc, el negre i el marró.

## Aniversaris

### 5è aniversari
El 17 de setembre de l’any 2016 es va celebrar el cinquè aniversari del Ferafoc. Entre les figures de bestiari que hi van participar hi trobem: el Drac de Sant Quintí de Mediona, el Drac de la Geltrú, el Sexot de Sant Cugat Sesgarrigues, la Polseguera d'Argentona, el Drac de Montblanc, el Griu Farnaca de Cambrils, el Drac de la Múnia, el Gripau de les Bruixes del Nord de Sabadell, el Sokarrat d'Almoster, el Drac Badalot de l’Arboç. Aquesta celebració va començar amb una plantada de totes les figures del bestiari a la plaça Enric Prat de la Riba, seguida d’una tabalada a la plaça de l’Església i l’espectacle de FOEDUS, que és l’espectacle que representa la lluita entre el bé i el mal. Finalment, un correfoc de les bèsties pels carrers de la vila.

### 10è aniversari
El 2 d’octubre de l’any 2021 es va celebrar el desè aniversari del Ferafoc. Hi van participar el Drac de Foc el Cabrot del Vendrell, la Víbria de Tarragona, el Drac de la Geltrú i el Drac de Bellvei. A més a més, es va recrear la història del Ferafoc, amb l’espectacle de FOEDUS, per sisena vegada. Juntament amb la celebració es va presentar el Ferafoc petit, una nova figura construïda per l’escultor Elías Álvarez. És una figura feta amb polietilè expandit i recobert de resina de poliuretà, que pesa 9,7 kg. Mesura 1,5 m de llarg, 1,40 m d’amplada i 2,05 m d’alçada. Per altra banda, el Ferafoc petit té dotze punts de foc.